# 의신대동놀이
의신 대동놀이는 전라남도 진도군 의신면 돈지리 및 그 일원에서 집단으로 일손을 꾸려 일을 하면서 노래하는 논일소리와 밭일소리의 총칭이다. 2001년 10월 30일 진도군의 향토문화유산 제2호로 지정되었다.

## 개요
의신대동놀이는 진도군 의신면 돈지리 및 그 일원에서 집단으로 일손을 꾸려 일을 하면서 노래하는 논일소리와 밭일소리의 총칭이다.
진도에서 대동두레놀이라고 하면 대개 진도군 의신면 돈지리를 중심으로 전승되고 있는 일노래를 지칭하는 것이다. 진도군 지산면 인지리를 중심으로 구성된 남도들노래(국가지정 무형문화재 제51호)가 논일소리인 것에 반하여, 대동두레놀이는 의신면을 중심으로 한 논일소리와 밭일소리를 총칭하는 용어라고 할 수 있다. 의신면을 중심으로 마을사람들이 한때 진도의 주력산업이었던 목화밭을 공동으로 매면서 부르던 밭일소리도 대동두레놀이라고 부르기 때문이다. 대동두레놀이를 지산면 들노래와 비교하기 위하여 의신들노래 혹은 진도동부 들노래라고 부르기도 한다. 이 노래는 많은 제보자들의 증언을 근거로 돈지리의 허옥인이 1980년 초에 새롭게 구성한 것이다.
한편 논일소리를 중심으로 한 대동두레놀이를 ‘감지평 들노래’라고 부르기도 하였다. 따라서 여러 가지 이름으로 불리는 대동두레놀이는 화중밭 매는 소리, 혹은 화종밭 매는 소리라 하고, 의신면 논일소리는 진도 들소리, 의신면 들노래, 진도 동부 들노래 등으로 부르는 것이 용어의 혼란을 방지할 수 있다고 본다.
화종밭을 매기 위해 마을 사람들이 모이는 것을 ‘대동차린다’라고 말한다. 또 마을 사람들 일부만 모이는 것을 ‘두레 차린다’라고 말한다. 대동을 차리게 되면 통솔하는 사람을 ‘존위(尊位)’라고 불렀으며 모임의 신호를 나팔로 하였다고 한다. 김매기 작업은 남자가 주도하되, 남녀공동으로 작업했다. 지산면을 중심으로 한 남도들노래가 여성 중심의 작업환경이라는 점과는 비교된다. 공동작업량의 비중은 '마냉기'라는 제도를 운영했다. 마냉기란 토지가 많은 집에서 토지가 적은 집으로 작업비를 환산해주는 제도를 말한다.